# Cathédrale Saint-Macartin d'Enniskillen
Cette  cathédrale n’est pas la seule cathédrale Saint-Macartan.
La cathédrale Saint-Macartin d’Enniskillen est une cathédrale anglicane du Royaume-Uni, située en Irlande du Nord. Elle est consacrée à Maccartan de Clogher, reconnu comme le premier évêque de Clogher.
Elle est l’une des deux cathédrales anglicanes du diocèse de Clogher, avec la cathédrale Saint-Macartan de Clogher.

## Situation

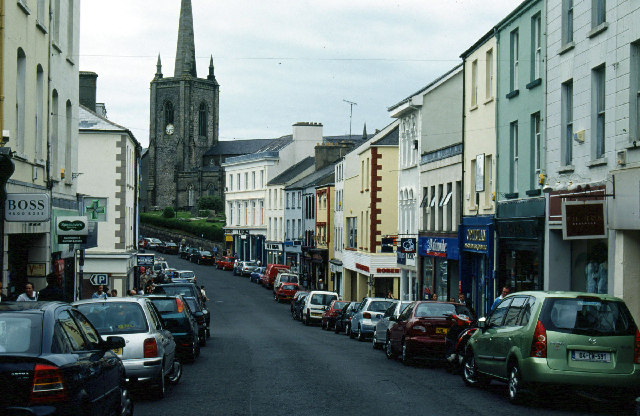
La cathédrale depuis la rue principale

Enniskillen est la plus grande ville du comté de Fermanagh. Elle est située vers l’intérieur des terres, au centre du comté, mais sur une île qui formée à la séparation des parties nord et sud du Lough Erne.
La cathédrale est située sur la rue principale historique d’Enniskillen, qui coupe le cœur de la cité. Elle est appelée Church Street (« Rue de l’église ») à cet endroit ; elle porte également entre autres les noms de High Street pour « Grande rue » et Townhall Street pour « Rue de la mairie », plus au sud.
Elle domine la ville, située au sommet de la plus haute colline de l’île ; c’est le choix fait par le capitaine William Cole (en) lorsqu’il a eu à organiser la ville au XVIIe siècle. Le sommet de la seconde colline — anciennement occupé par le marché — est actuellement l’emplacement de la mairie.
Face à elle se trouve l’église catholique Saint-Michel.

## Histoire

### Première église
L’histoire de l’église commence avec l’invasion de la ville par les Anglais, au début du XVIIe siècle. Le capitaine William Cole (en) doit organiser autour de 1611 la nouvelle ville. L’église anglicane est placée au sommet de la plus haute des deux collines de l’île, le marché étant sur la seconde (c’est l’emplacement actuel de la mairie). Elle est un petit édifice, au toit en bardeaux, et sa construction s’achève en 1627 ; elle est dédiée à Sainte-Anne.
John Thomas Romney Robinson, physicien et astronome — futur directeur de observatoire d’Armagh, jusqu’à sa mort en 1882 —, est recteur entre 1821 et 1825.
La ville grandit, et au début du XIXe siècle, l’église n’est plus assez importante vue le nombre de paroissiens. Le recteur suivant, John Charles Maude (1825 – 1860) décide alors d’effectuer des modifications. Sa nef est allongée en 1826. En 1832, le clocher en mauvais état est abattu ; il est décidé de reconstruire intégralement l’édifice. L’église actuelle est finalement achevée pour sa plus grande partie en 1842.

### Église actuelle
Il reste peu de traces visibles de l’église du XVIIe siècle sur le site, à l’exception d’une fenêtre à trois baies, où la date de 1637 est gravée. Sa tour a cependant en partie été intégrée à l’actuel clocher, qui mesure 45 mètres de haut.
Le chœur est élargi par la suite, en 1889 ; c’est la dernière modification du volume de la cathédrale elle-même jusqu’à aujourd’hui.
En 1921, la population ayant plus rapidement augmenté dans la ville que dans les communes alentour, il est décidé de faire de l’église paroissiale Sainte-Anne une seconde cathédrale dédiée à saint Macartan, en complément de celle de Clogher. Des stalles sont par conséquent ajoutées, pour le Dean et son chapitre.
En 1964, de nouvelles salles ont été construites, dont une salle paroissiale. Ensuite, en 1970, une partie de la nef est transformée en chapelle des Régiments.

## Vaisselle liturgique
La cathédrale possède une intéressante vaisselle liturgique en argent, non visible par le public. Les pièces les plus anciennes sont un calice de 1638 (Davis Chalice), une carafe de 1707 (Cathcart Flagon) et une patène de 1743. Deux autres calices et deux patènes sont des cadeaux du prévôt Charles Ovenden en 1863 ; plus récemment, un ensemble complet a été offert en 1970 par la famille Connolly pour la chapelle, et un ciborium par John et Elma Kerr en 1977.

## Cloches
La cathédrale d’Enniskillen possède aujourd’hui un ensemble de dix cloches, qui peuvent encore être sonnées à la main. Elle n’en possédait que huit entre 1842 et 1935, accrochées à un cadre de chêne. Elles sont alors envoyées à l’artisan Taylor's de Loughborough, et dédiée le 23 octobre 1935. Elles sont depuis accrochées à un cadre d’acier. Le bourdon pèse plus d’une tonne et sonne les heures.